# Homo naledi
Homo naledi ist eine ausgestorbene Art der Gattung Homo. Die Art wurde im Jahr 2015 anhand von Fossilien aus der Rising-Star-Höhle in Südafrika von einer Arbeitsgruppe um Lee Berger in die Fachliteratur eingeführt. Die Höhle befindet sich in der „Wiege der Menschheit“, südwestlich von Swartkrans und knapp 50 Kilometer nordwestlich von Johannesburg.
Insgesamt wurden im Jahr 2015 fossile Knochen und Zähne von mindestens 15 Individuen nachgewiesen, weswegen dieser Fund die bislang größte Ansammlung von Belegen für eine frühe Art der Hominini ist. Die Fossilien waren bereits seit November 2013 geborgen, aber zunächst keiner bestimmten Art zugeordnet worden.

## Namensgebung
Die Bezeichnung der Gattung Homo ist abgeleitet von lateinisch homo [ˈhɔmoː], dt. Mensch. Das Epitheton naledi ist ein Verweis auf den Fundort in der Rising-Star-Höhle: naledi (mit Betonung auf dem e) bedeutet in den Sotho-Tswana-Sprachen „Stern“. Homo naledi bedeutet somit sinngemäß „Mensch aus der Stern-Höhle“.

## Erstbeschreibung
Als Holotypus von Homo naledi wurde eine Gruppe von Schädelknochen ausgewiesen, die als Dinaledi Hominin 1 (DH1) bezeichnet wird; zusätzlich wurden der Artdefinition als Paratypen die Schädelfragmente DH2, DH3, DH4 und DH5 sowie einige Langknochen – unter anderem der Oberschenkelknochen U.W. 101-1391 und das Schienbein U.W. 101-484 – beigegeben. Insgesamt umfasst der Fund 137 einzelne Zähne und 1.413 Knochen, von denen 737 in die Erstbeschreibung der Art einbezogen wurden.
Alle Fossilien von Homo naledi werden in der Sammlung des Evolutionary Studies Institute der University of the Witwatersrand in Johannesburg aufbewahrt.

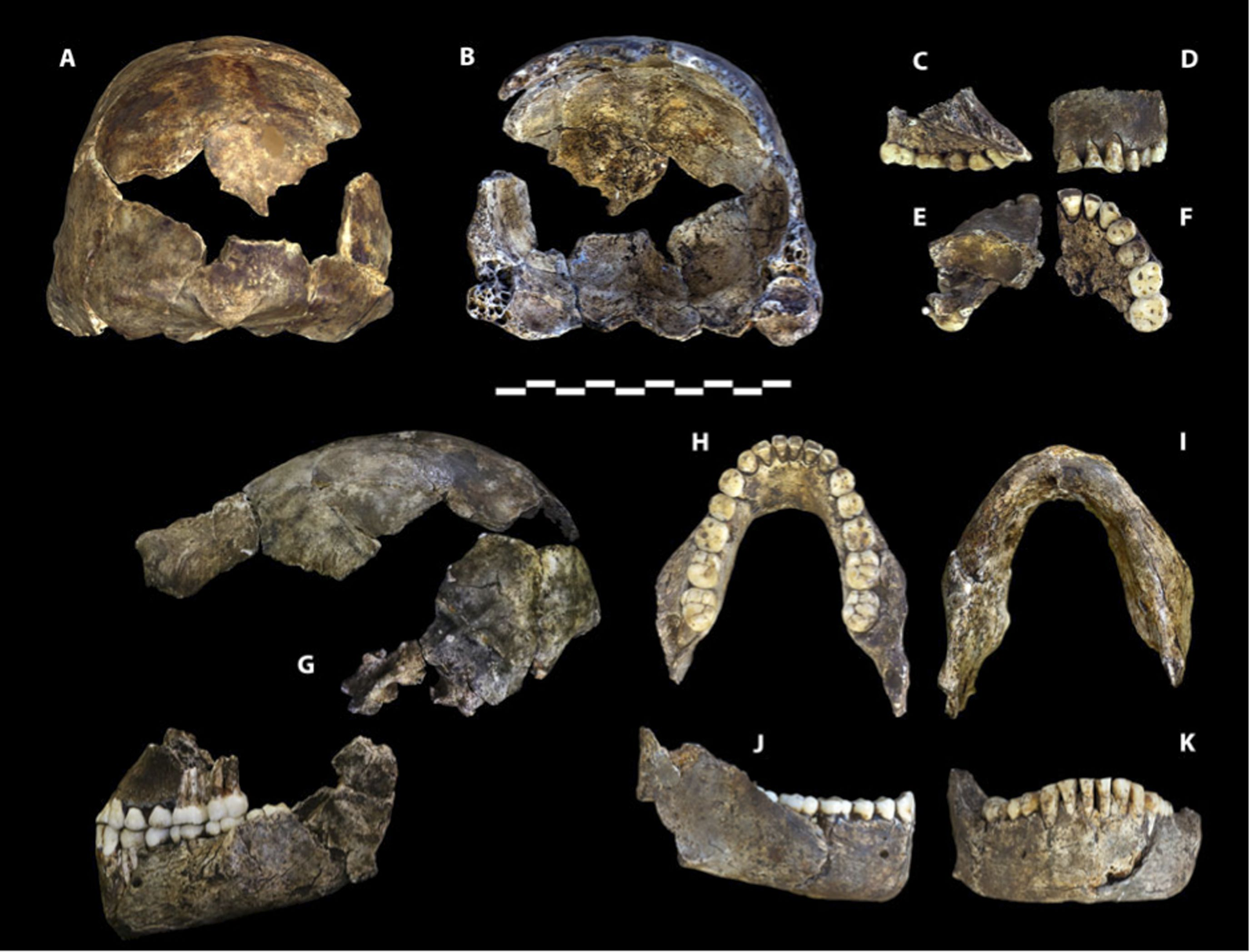
Schädelknochen des Holotypus DH1
A und B: Zwei Ansichten des Schädelfragments U.W. 101-1473
C bis F: Vier Ansichten des Oberkieferfragments U.W. 101-1277
G: Schädelfragment U.W. 101-1473, Oberkiefer U.W. 101-1277 und Unterkiefer U.W. 101-1261 (in anatomisch korrekter Anordnung)
H bis K: Unterkiefer U.W. 101-1277 in vier Ansichten
Skala: 10 cm. Originale.

## Weitere Funde

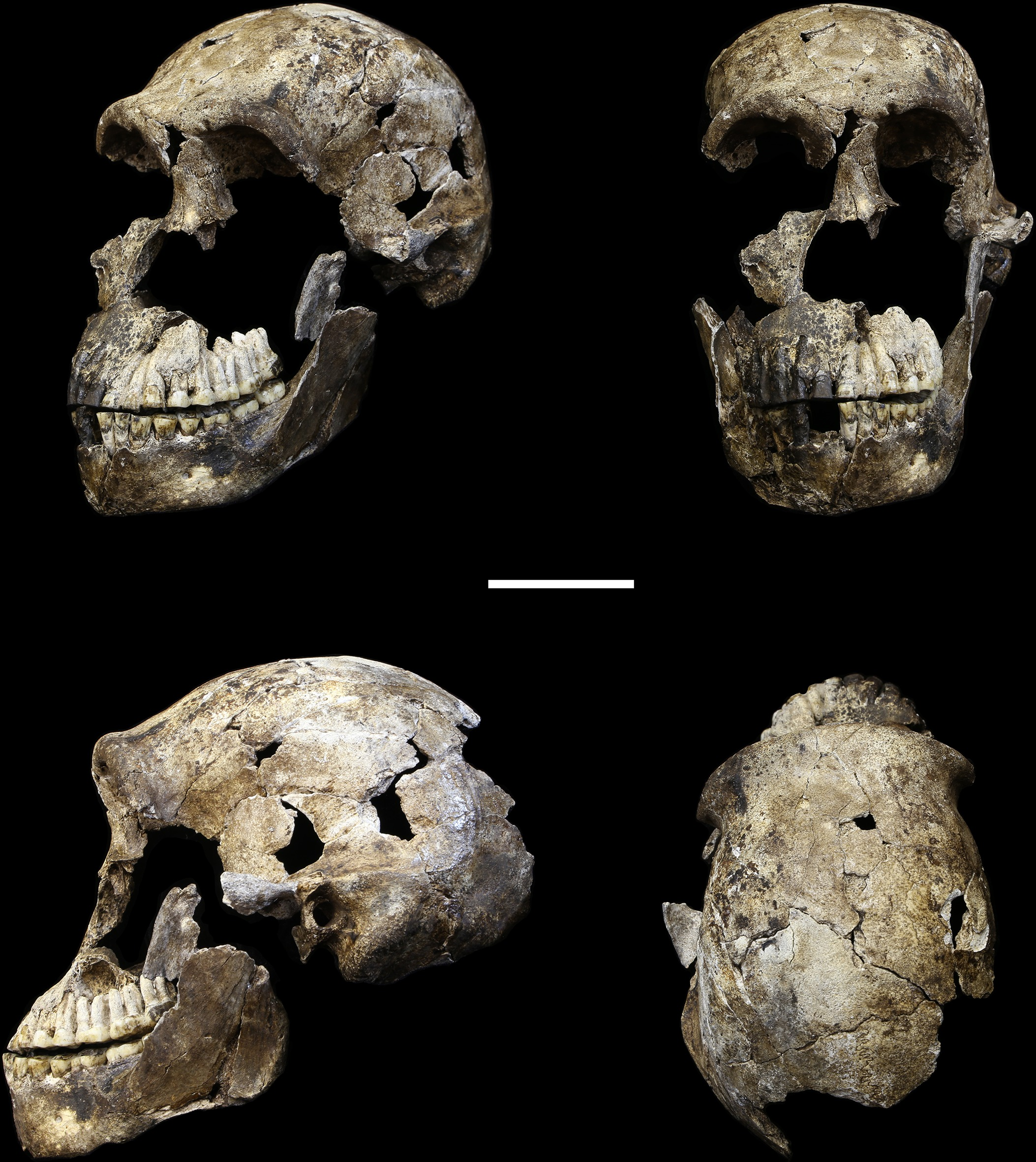
Der Schädel LES1 (Original)

Bereits im Jahr 2013 waren rund 100 Meter entfernt von der Dinaledi-Kammer der Höhle in einer zweiten Höhlenkammer – genannt Lesedi-Kammer – weitere Fossilien gefunden worden, die im Jahr 2017 ebenfalls Homo naledi zugeordnet wurden. Es handelt sich dabei um die Überreste von mindestens drei Individuen (zwei Erwachsene und ein Kind), darunter der zerbrochene, gleichwohl gut erhaltene Schädel LES1 eines Erwachsenen, dessen Innenvolumen der Rekonstruktion zufolge 610 cm³ betragen hat; ihm wurde der Spitzname Neo („Geschenk“ in Setswana) gegeben. Weitere Funde sind u. a. ein bezahnter Unterkiefer, diverse Wirbel, ein Oberschenkelknochen sowie Knochenfragmente aus dem Bereich der Schultern und der Arme.

## Datierung
Eine absolute Datierung der Funde bzw. des sie umgebenden Gesteins war zum Zeitpunkt der Erstbeschreibung noch nicht durchgeführt worden. Stattdessen wurde aus anatomischen Merkmalen abgeleitet, dass ein Alter von bis zu 2,5 Millionen Jahren denkbar sei. Ein detaillierter Vergleich der Merkmale von Homo naledi mit anderen, sicher datierten homininen Fossilien ergab 2016 jedoch ein „höchstwahrscheinliches“ Alter von nur 912.000 Jahren.
Eine Uran-Thorium-Datierung sowie zusätzliche paläomagnetische Analysen wurden im Jahr 2017 schließlich dahingehend interpretiert, dass die Fossilien 335.000 bis 236.000 Jahre alt sind.

## Merkmale

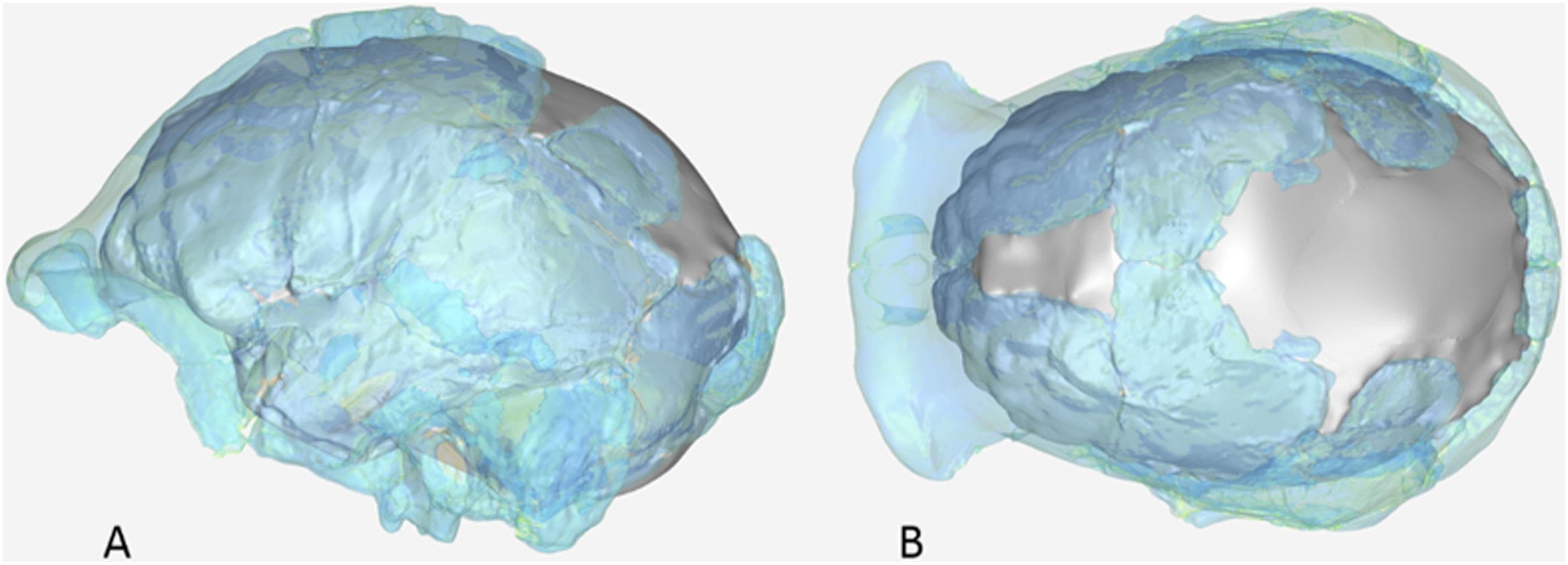
Computergestützte Rekonstruktion der Schädeldecke anhand der Funde DH3 und DH4

Die durchschnittliche Körpergröße eines erwachsenen Homo naledi betrug ca. 1,50 Meter, das Gewicht 40 bis 55 kg. Im Jahr 2020 wurden ein Unterkiefer-Fragment und 16 bereits 2013 und 2014 geborgene Arm- und Beinknochen als zusammengehörig und als das erste aufgefundene Skelett eines Kindes (DH7) interpretiert. Eine auxologische Rekonstruktion ergab, dass das Kind bei Eintritt des Todes 111 bis 125 Zentimeter groß war, bei Geburt 45,5 cm maß und ein Geburtsgewicht von rund zwei Kilogramm hatte. Da die Entwicklungsgeschwindigkeit von Homo naledi nicht hinreichend genau bekannt ist, wurden für das Alter von DH7 zwei mögliche Zeitspannen berechnet: Sollte die Entwicklungsgeschwindigkeit mit jener von Homo erectus vergleichbar sein, dann würde dies auf ein Alter von rund 8 bis 11 Jahren bei Eintritt des Todes hinweisen; sollte die Entwicklungsgeschwindigkeit hingegen mit jener des anatomisch modernen Menschen und des Neandertalers vergleichbar sein, würde dies auf ein Alter von 11 bis 15 Jahren hinweisen.

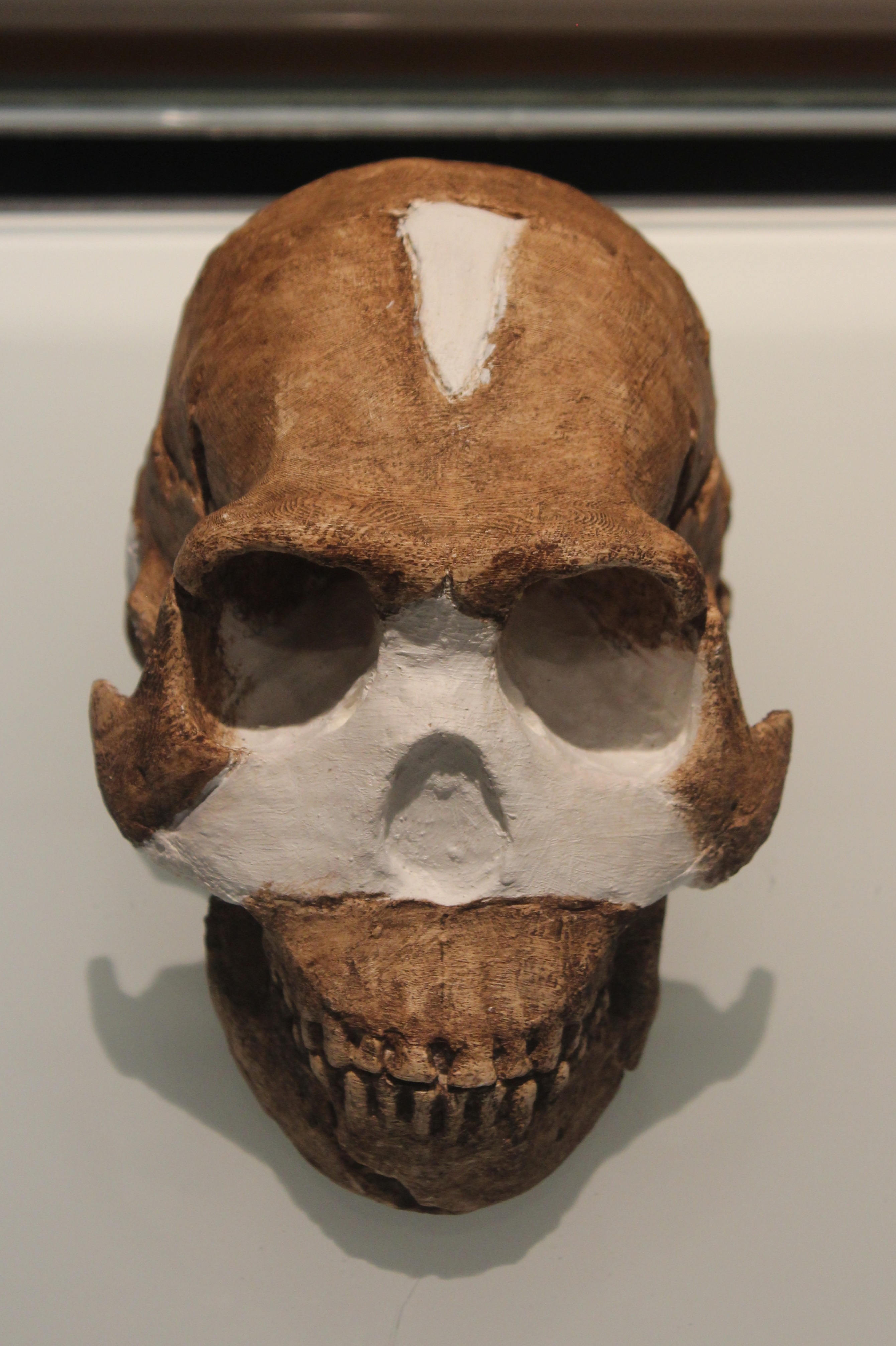
Rekonstruktion eines Schädels

In der Erstbeschreibung aus dem Jahr 2015 heißt es, charakteristisch für die Art seien zum einen ein sehr kleines Schädel-Innenvolumen von nur 560 cm³, was vergleichbar ist mit den bei Australopithecus üblichen Dimensionen (zum Vergleich: Schimpanse ca. 400 cm³, Mensch ca. 1400 cm³); zum anderen ein Körper, dessen Proportionen unterhalb des Kopfes vergleichbar seien mit kleinwüchsigen Populationen der Gattung Homo. Die morphologischen Merkmale des Schädels seien zwar einzigartig, jedoch am ehesten vergleichbar mit Funden der frühen Homo-Arten Homo rudolfensis, Homo habilis und Homo erectus. 2018 wurden ergänzend Befunde anhand eines digital erstellten „Schädelausgusses“ veröffentlicht, denen zufolge die Gehirnoberfläche sowohl gemeinsame ursprüngliche Merkmale von Australopithecinen und nichtmenschlichen Menschenaffen aufweist als auch abgeleitete („moderne“) Merkmale, die für die Gattung Homo charakteristisch sind.
Die Bezahnung (insbesondere die großen Backenzähne) wurde in der Erstbeschreibung als „ursprünglich“ bezeichnet, jedoch seien die Schneidezähne und die Eckzähne im Vergleich mit Homo rudolfensis, Homo habilis und Homo erectus relativ klein. Im Kontrast zu diesen „modernen“ Merkmalen weisen der Brustkorb, die Schulter, das Becken und das zum Kniegelenk gerichtete Ende des Oberschenkelknochens „ursprüngliche“ Merkmale auf, wie sie zum Beispiel bei Australopithecus afarensis und Australopithecus africanus vorkommen.
Hand und Handgelenk weisen den Analysen der Forscher zufolge im Vergleich zu älteren Fossilien der Hominini zwar Veränderungen auf, die als „dem Menschen ähnliche Anpassungen“ interpretiert wurden. In einer im Oktober 2015 publizierten Studie wurde dann aber zusätzlich darauf verwiesen, dass die Fingerknochen länger und stärker gebogen sind als bei den meisten Funden von Australopithecus und dass die Daumenknochen verbreitert sind, was auf häufiges Klettern hinweist. Zugleich wurde aus der Anordnung der Handknochen gefolgert, dass Homo naledi zum Präzisionsgriff befähigt war und daher möglicherweise auch Steingerät herstellen und nutzen konnte; Steingerät wurde aber bislang nicht im Zusammenhang mit den zu dieser Art gestellten Fossilien gefunden. 2025 wurde ergänzt, dass Homo naledi beispielsweise beim Klettern in felsigem Gelände „crimpähnliche Griffe benutzte“, das heißt, dass er die Oberfläche hauptsächlich nur mit den Fingerspitzen gegriffen hat.
Auch Bein und Fuß weisen den Analysen zufolge eine Mischung aus ursprünglichen und abgeleiteten Merkmalen auf, und zwar in einer Kombination, die als „einzigartig“ beschrieben wurde. Gleichwohl sei der Fuß zweifelsfrei angepasst an das aufrechte Gehen über lange Strecken.

## Ernährung
Anhand der Beschaffenheit der Zähne (zum Beispiel Größe, Zahnschmelz-Dicke) kann häufig rekonstruiert werden, auf welche Nahrung die Individuen einer fossilen Art spezialisiert waren: „Säugetiere, die vor allem Blätter und Gräser zu sich nehmen, haben schärfere und komplexere Backenzähne mit mehr Zahnhöckern und -kämmen. Damit können sie die Nahrung zerschneiden. Dagegen besitzen Arten, die ihre harte pflanzliche Nahrung zermahlen müssen, stumpfere Backenzähne.“ Forscher des Max-Planck-Instituts für evolutionäre Anthropologie verglichen daher die Backenzähne von Homo naledi mit denen von Australopithecus africanus und Paranthropus robustus und kamen zum Ergebnis, dass Homo naledi Nahrung mit ähnlichen mechanischen Eigenschaften wie die beiden anderen Arten zu sich nahm; allerdings sind die Backenzähne von Homo naledi hochkroniger, größer und widerstandsfähiger gegen Abnutzung. Daraus wurde geschlossen, dass Homo naledi sich entweder häufig von Pflanzen ernährte, die besonders reich an harten Biomineralen waren oder aber beim Verzehr der Pflanzenkost zugleich – ähnlich wie heute lebende, grasfressende Antilopen – viel Staub und Sand zu sich nahmen. Diese Merkmale unterscheiden die Art zugleich von den frühen Vertretern der Gattung Homo, so dass argumentiert wurde, Homo naledi habe eine spezielle ökologische Nische besiedelt.

## Interpretation der Auffindesituation
Die heute fast unzugängliche Fundstätte war offenbar nicht bewohnt. Die Gebeine aus der Dinaledi-Kammer waren, mit Ausnahme jener an der Oberfläche der Ablagerungen, anatomisch richtig angeordnet und zeigen auch keine Bissspuren, was ausschließt, dass die Knochen angespült oder die Körper von Raubtieren an die Fundstelle geschleift wurden. Daher spekulierten die Forscher bei Bekanntgabe der Funde, dass die Toten bewusst dort abgelegt worden sein könnten; es wurde jedoch auch nicht ausgeschlossen, dass die Gruppe selbständig in die Kammer eindrang und dort zu Tode kam. 2021 berichtete die Arbeitsgruppe um Lee Berger den Fund von 28 Fragmenten der Schädelkalotte eines Kindes sowie von sechs Zähnen (zwei Milchzähne und vier eines Erwachsenen) nur 12 Meter südwestlich der ersten Fundstelle, jedoch von dieser abgetrennt durch eine streckenweise nur 20 Zentimeter breite und 80 Zentimeter hohe Öffnung. Diese Auffindesituation wurde als weiteres Indiz dafür interpretiert, dass die Körperteile gezielt abgelegt wurden, die Höhle folglich als Grabkammer genutzt wurde. Diese Interpretation ist in Fachkreisen umstritten und wird weithin abgelehnt; das Ritual der Bestattung von Toten wird von vielen Wissenschaftlern bislang lediglich dem anatomisch modernen Menschen (Homo sapiens) und dem Neandertaler (Homo neanderthalensis) zugeschrieben.
Einige Knochen weisen schwarze, tüpfelförmige Auflagerungen von Eisen-/Mangan-Oxyhydroxid auf, wie sie in der Fundregion auf Gestein regelmäßig infolge einer Besiedelung durch Flechten entstehen. Sollten diese Auflagerungen tatsächlich durch Flechtenbewuchs entstanden sein, würde dies auf zeitweisen Lichteinfall und somit auf einen zweiten, heute nicht mehr erkennbaren Eingang zur Höhle hinweisen.

## Stammesgeschichtliche Einordnung

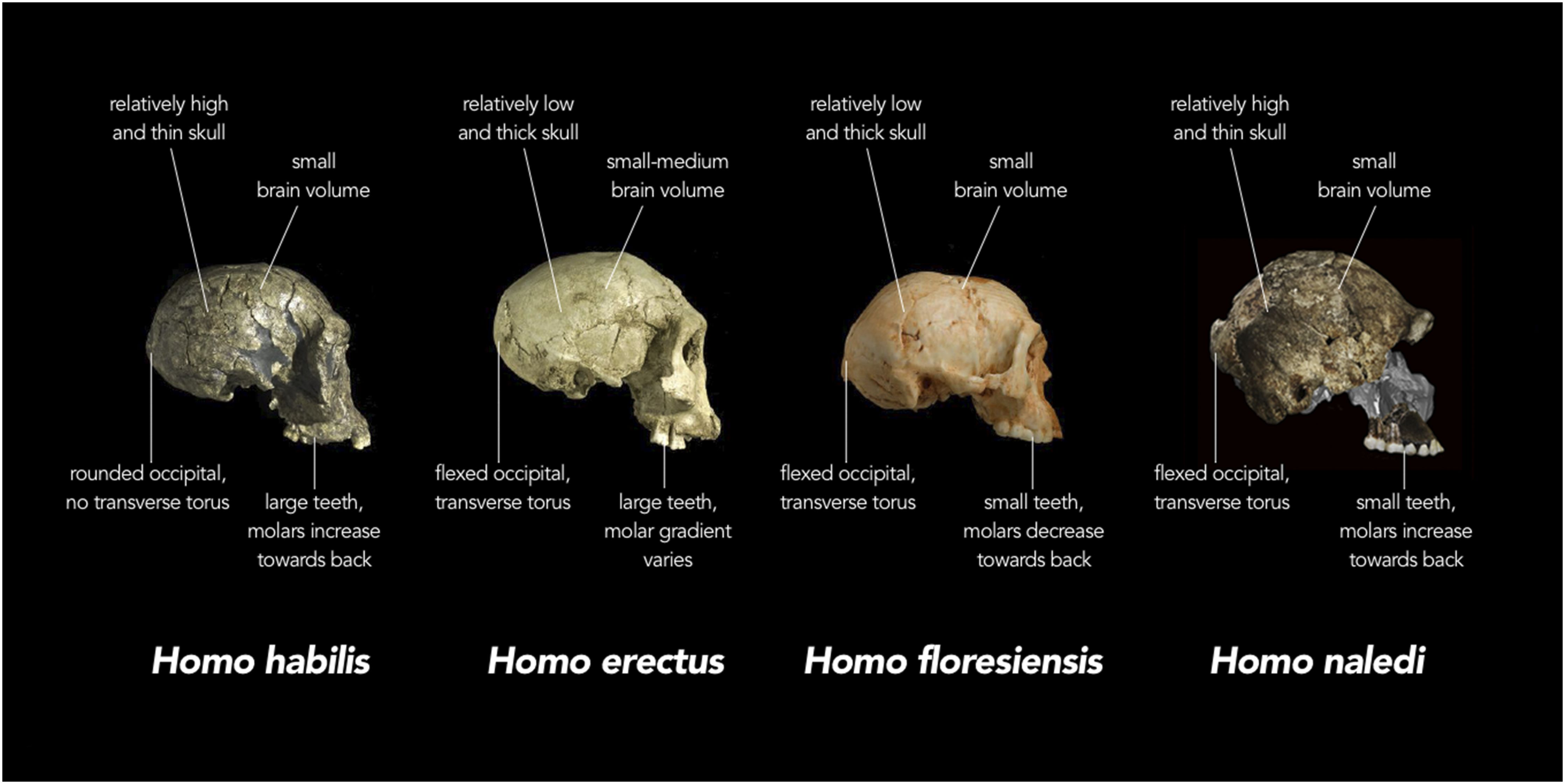
Vergleich des naledi-Schädels DH1 (rechts) mit Schädeln früher Homo-Arten

Unmittelbar nach Veröffentlichung der Erstbeschreibung von Homo naledi war die Zuweisung dieser Fossilien zu einer neuen, eigenständigen Art von mehreren Paläoanthropologen als voreilig kritisiert worden. Solange ihr Alter nicht geklärt sei, hieß es, könne man diese Fossilien nicht sicher im Stammbaum der Hominini verorten. Der Schweizer Anthropologe Christoph Zollikofer wandte beispielsweise ein, dass einige der zur Definition herangezogenen ursprünglichen Merkmale auch bei anderen bereits bekannten frühen Arten vorkommen und daher ungeeignet seien, eine zusätzliche Art zu begründen. Tim White und William L. Jungers argumentierten, es könne sich bei den Funden beispielsweise um frühe südafrikanische Exemplare von Homo erectus handeln. Und Chris Stringer schrieb in einem Begleitartikel zur Erstbeschreibung: „Meiner Meinung nach ähnelt das Material am stärksten den kleinwüchsigen Individuen von Homo erectus aus Dmanissi in Georgien, die auf ein Alter von 1,8 Millionen Jahren datiert wurden.“
Der US-amerikanische Paläoanthropologe Jeffrey H. Schwartz hingegen wandte in Nature ein, einzelne Fundstücke seien derart unterschiedlich, dass sie möglicherweise zu zwei Arten gehörten; in gleicher Weise äußerte sich der Brite Ian Tattersall gegenüber New Scientist.
Die im Jahr 2017 publizierte absolute Datierung (335.000 bis 236.000 Jahre vor heute) verortete die Funde schließlich in eine Epoche, in der in Afrika möglicherweise bereits sehr frühe anatomisch moderne Menschen existierten. Sollten die Datierungen korrekt sein, erweist sich Homo naledi folglich als Zeitgenosse des „archaischen“ Homo sapiens, von dem er sich jedoch aufgrund seines sehr kleinen Gehirns ganz wesentlich unterscheidet. Homo naledi ist somit zugleich ein Beleg, dass – wie Homo floresiensis in Asien – auch in Afrika eine Variante der Gattung Homo hunderttausende Jahre lang trotz einer mit Australopithecus vergleichbaren Gehirngröße überleben konnte. Bernard Wood verwies in diesem Zusammenhang auf die „modern“ anmutenden Hände und Füße von Homo naledi, sodass möglicherweise auch diese Homo-Variante – vergleichbar mit Homo floresiensis – ein zuvor bereits vergrößertes Gehirnvolumen wieder verringert habe.

## Galerie

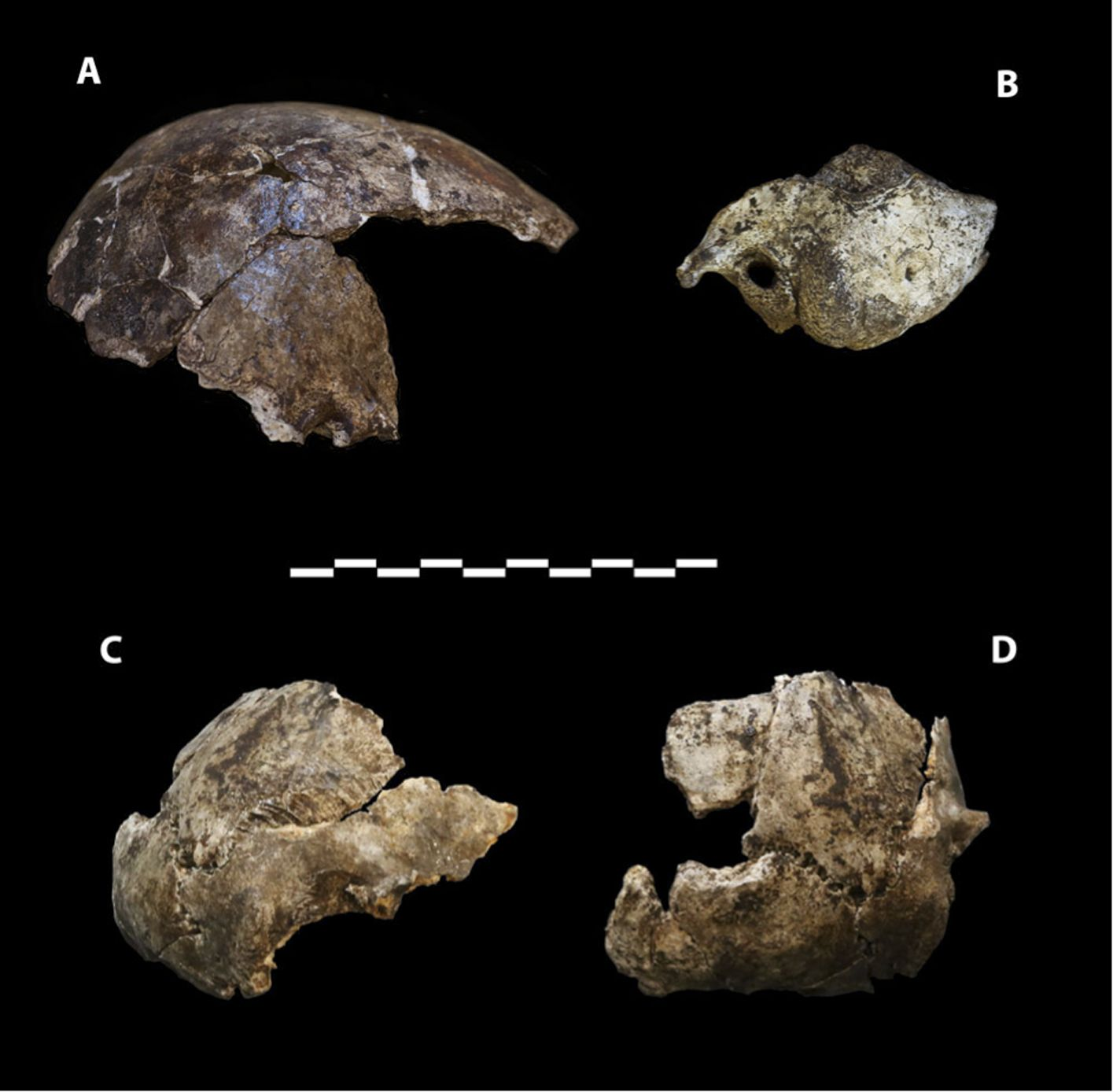
Schädelknochen (A) DH2, (B) DH5, (C und D) DH4. Skala = 10 cm
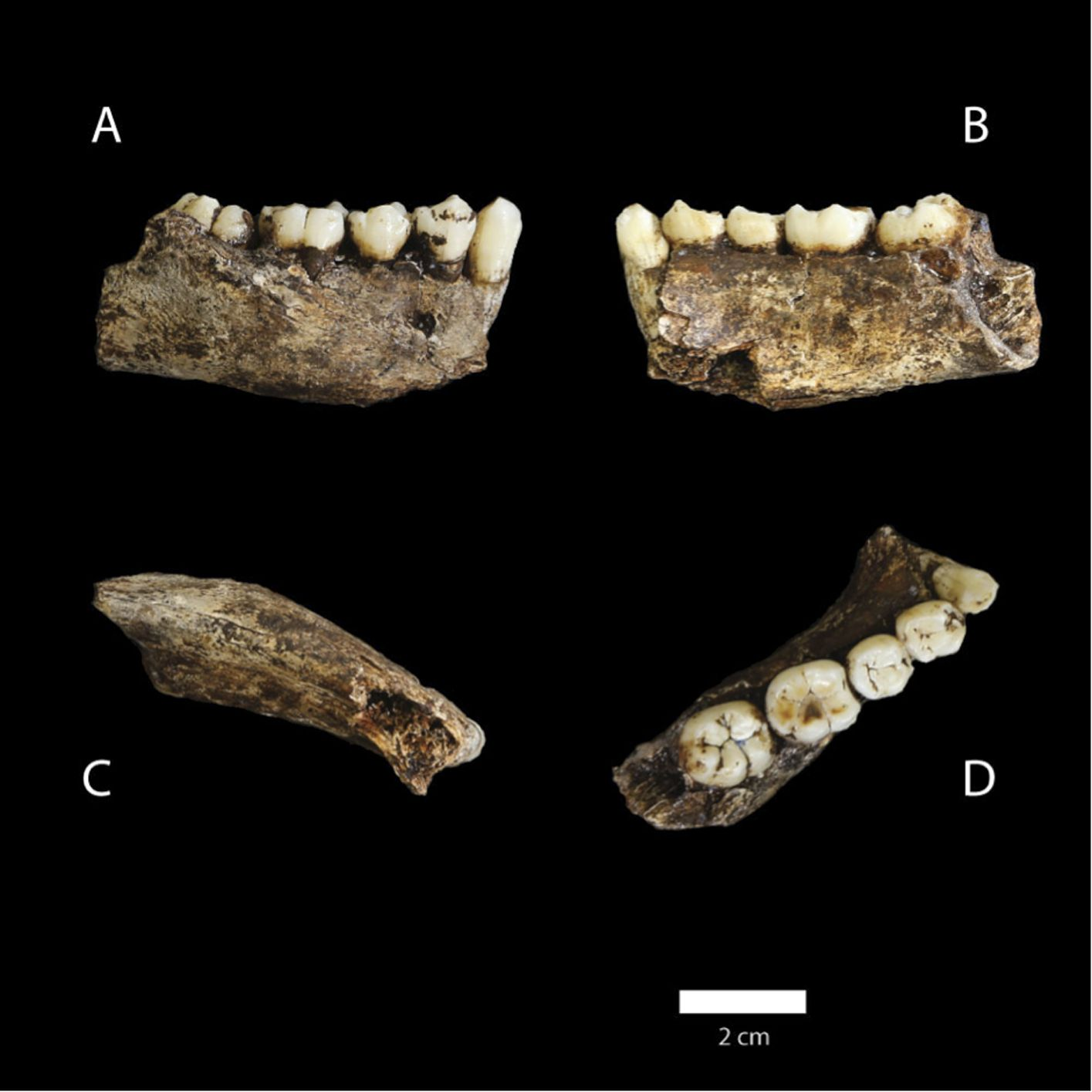
Unterkiefer U.W. 101-377
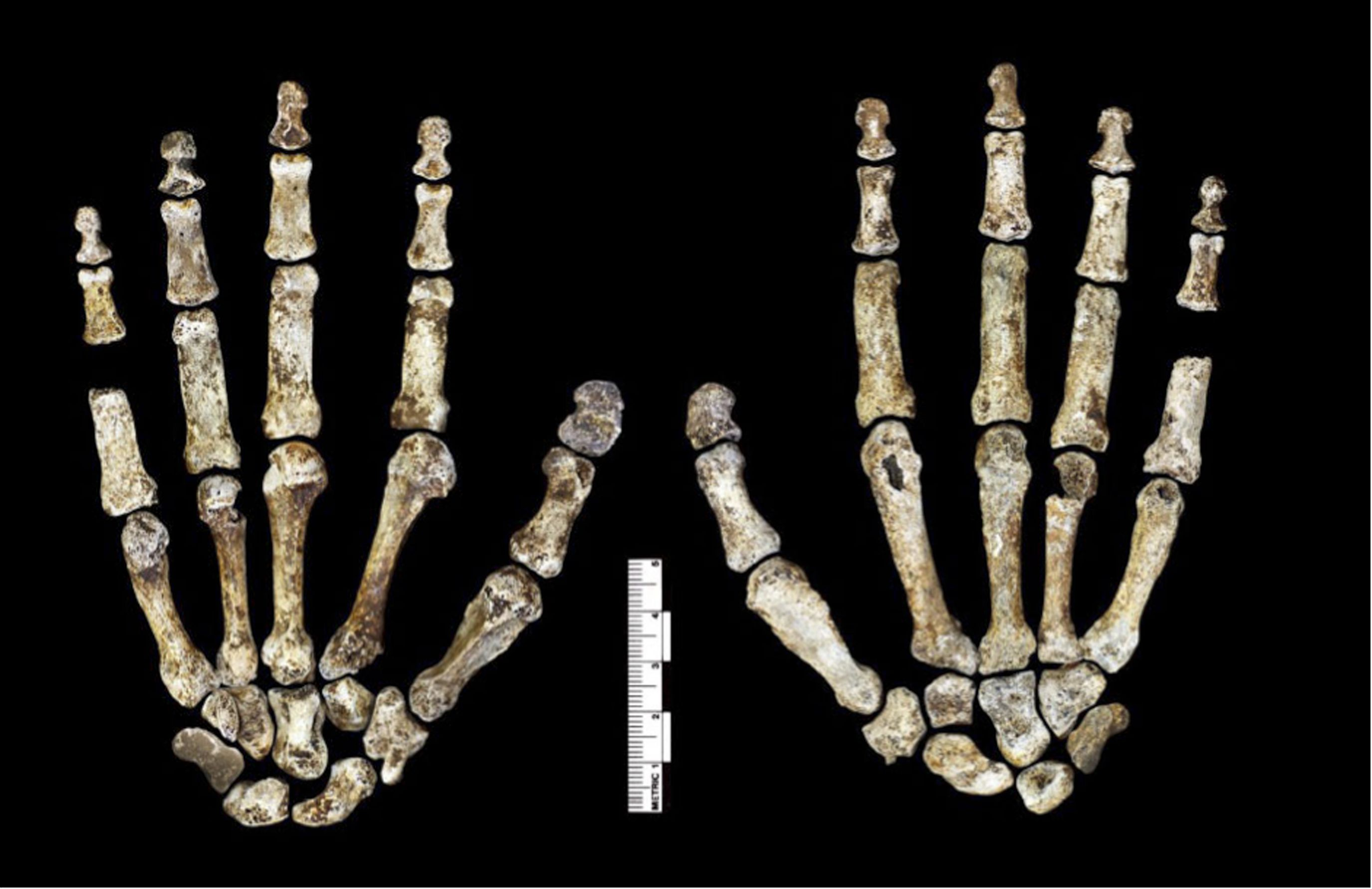
Handknochen
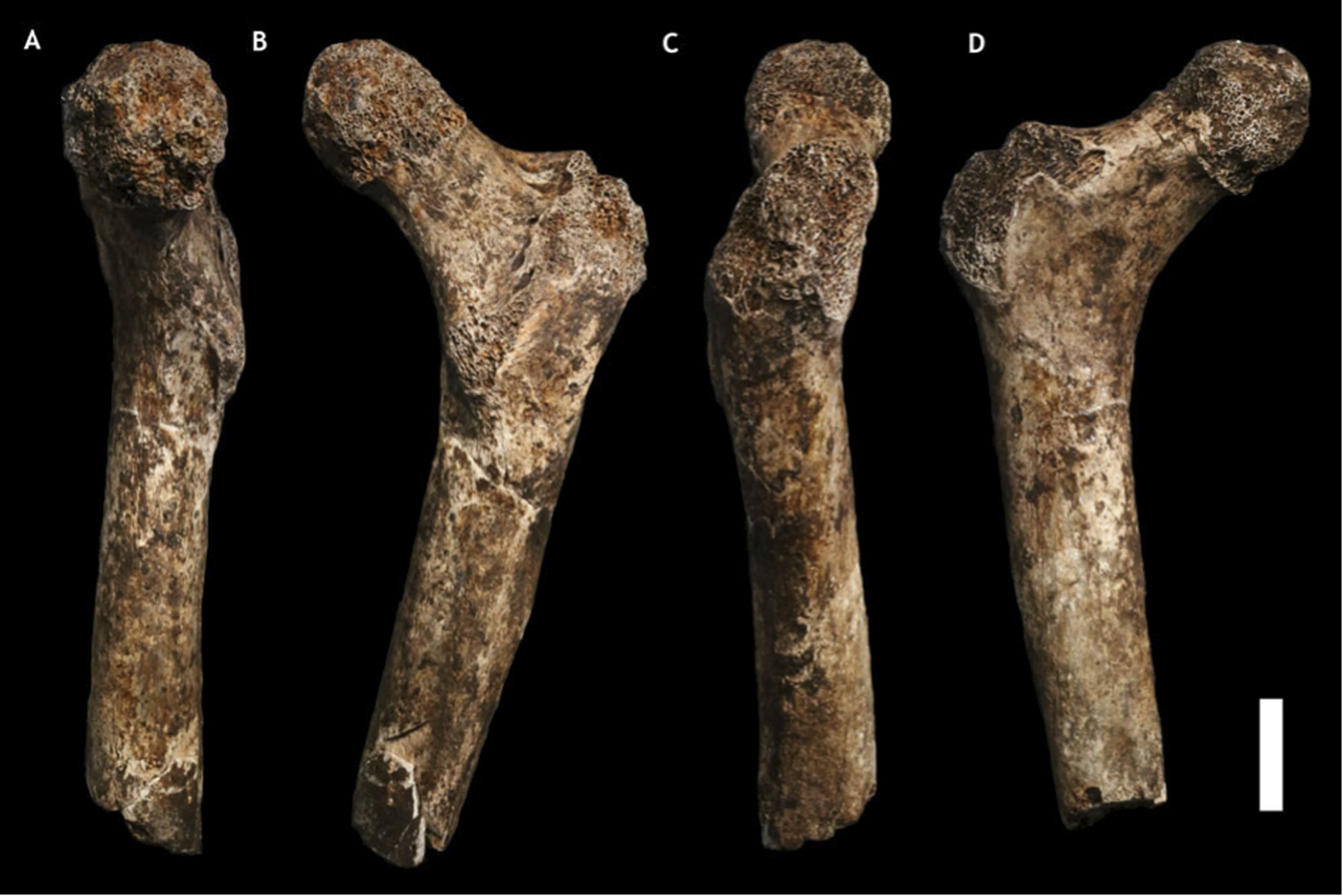
Oberschenkelknochen U.W. 101-1391 in vier Ansichten
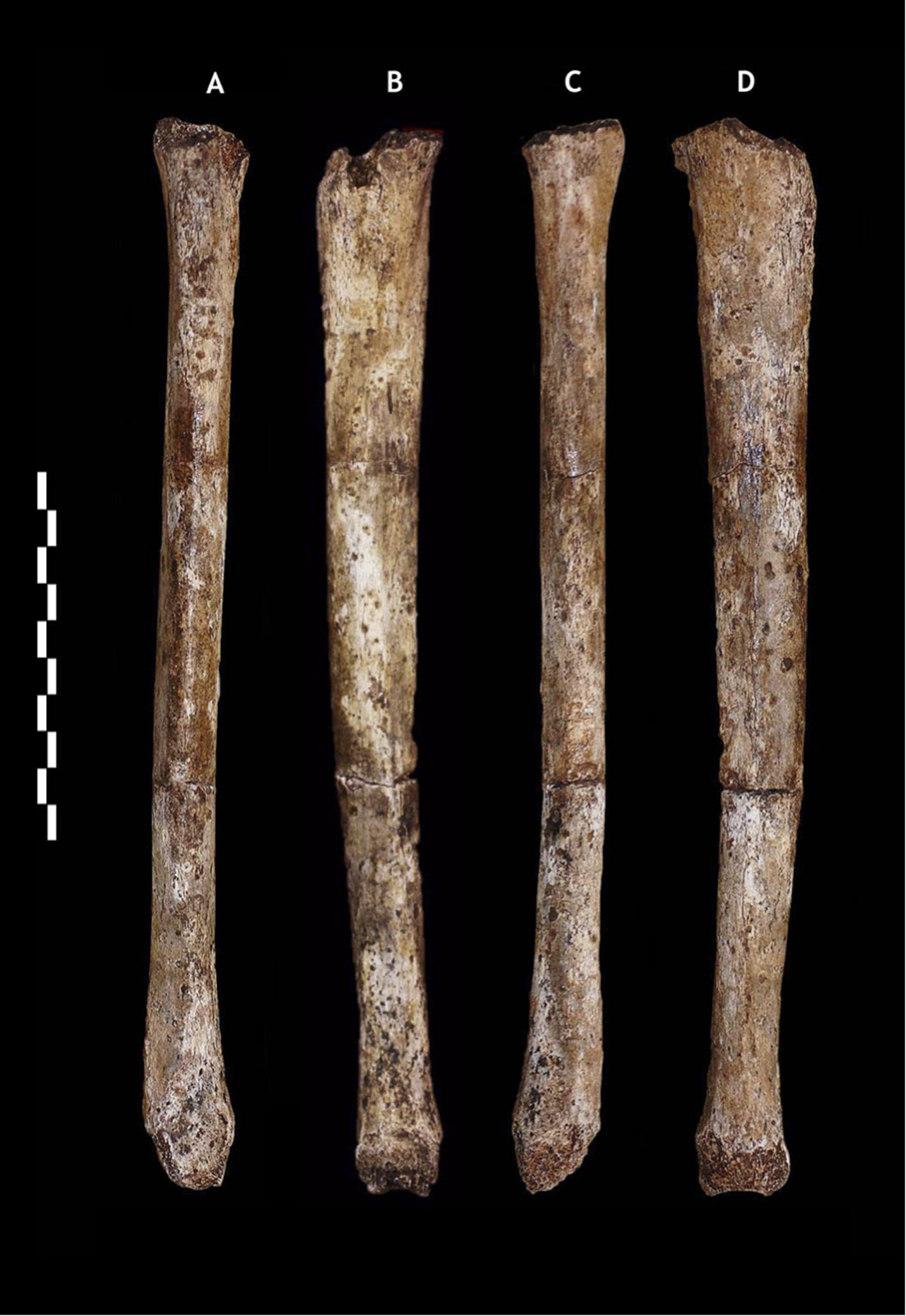
Schienbein U.W. 101-484 in vier Ansichten
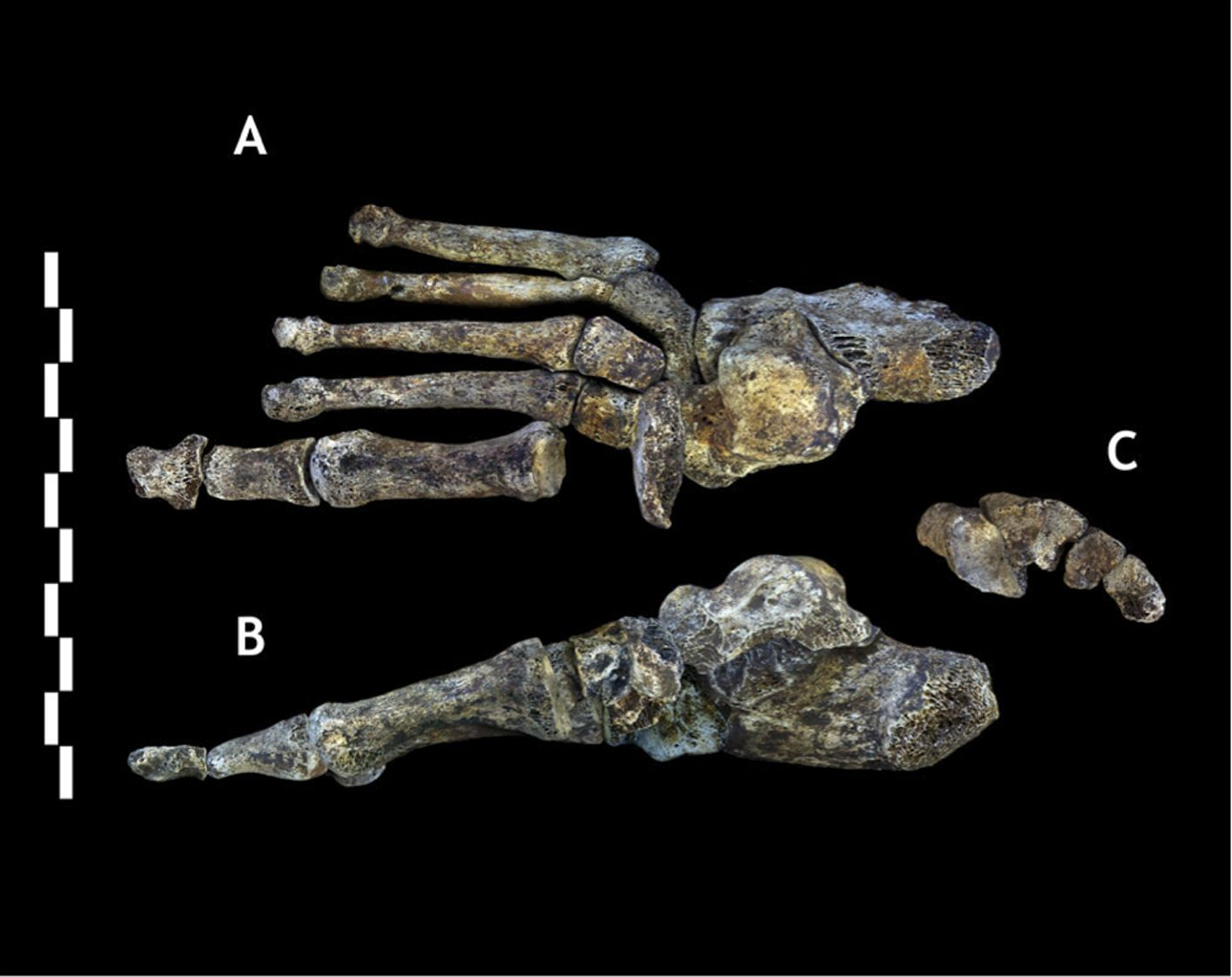
Fußknochen
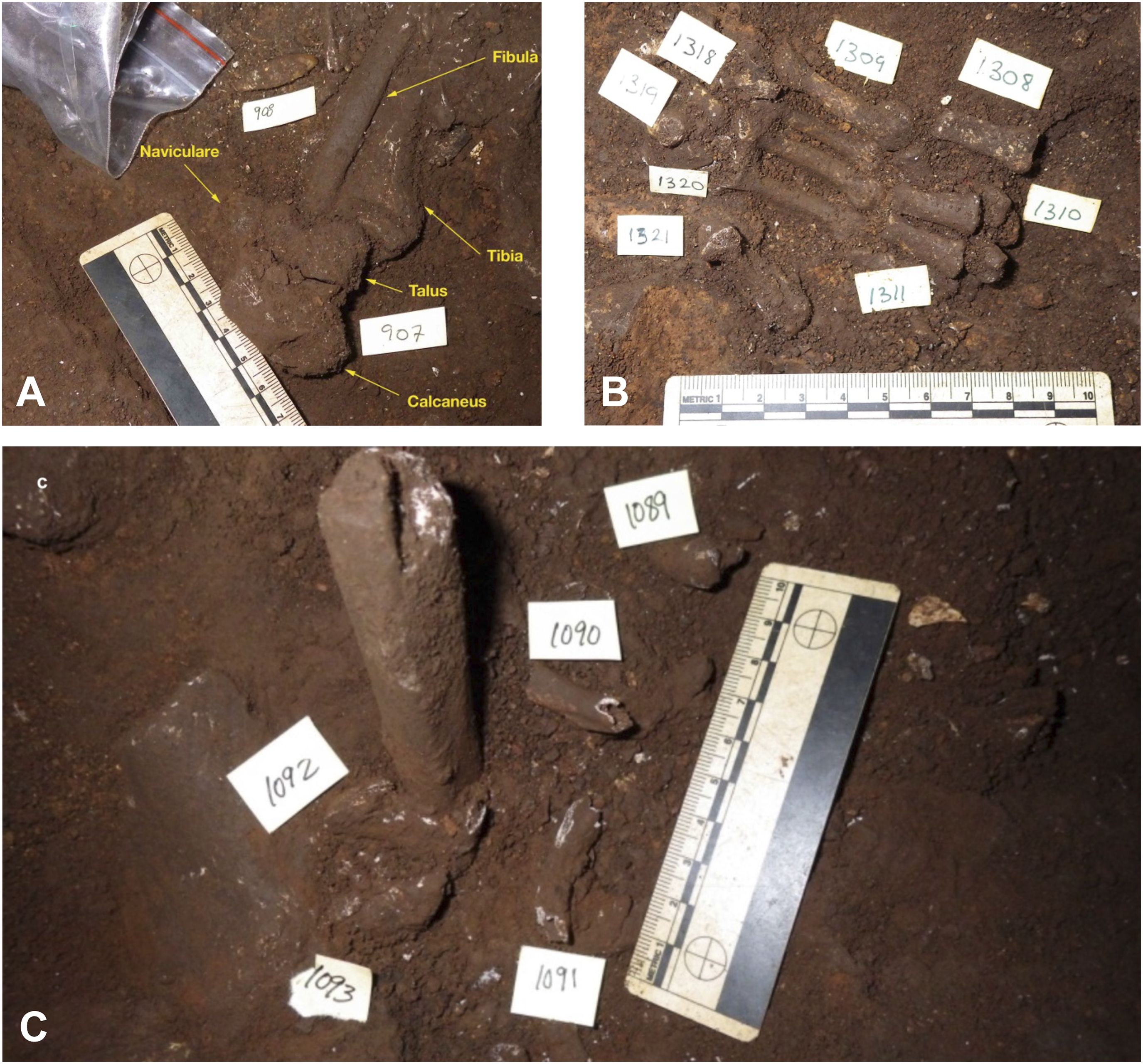
Einige Knochen in situ (vor der Bergung)
Schematische Darstellung des Höhlensystems

## Belege
1. ↑  Lee Berger, John Hawks, Darryl J. de Ruiter et al.: Homo naledi, a new species of the genus Homo from the Dinaledi Chamber, South Africa. In: eLife. 2015; 4:e09560, doi:10.7554/eLife.09560.
2. ↑  Johannes Dieterich: Mobile Verwandtschaft. In: Berliner Zeitung. vom 11. September 2015 → Wissenschaft S. 12.
3. ↑  John Hawks et al.: New fossil remains of Homo naledi from the Lesedi Chamber, South Africa. In: eLife. 2017;6:e24232, doi:10.7554/eLife.24232.
4. ↑  Darryl J. de Ruiter et al.: Homo naledi cranial remains from the Lesedi chamber of the rising star cave system, South Africa. In: Journal of Human Evolution. Band 132, 2019, S. 1–14, doi:10.1016/j.jhevol.2019.03.019.
5. ↑  Jamie Shreeve: This Face Changes the Human Story. But How? Auf. nationalgeographic.com vom 10. September 2015.
6. ↑  Mana Dembo et al.: The evolutionary relationships and age of Homo naledi: An assessment using dated Bayesian phylogenetic methods. In: Journal of Human Evolution. Band 97, 2016, S. 17–26, doi:10.1016/j.jhevol.2016.04.008.
7. ↑  Paul HGM Dirks et al.: The age of Homo naledi and associated sediments in the Rising Star Cave, South Africa. In: eLife. 2017;6:e24231, doi:10.7554/eLife.24231.
8. ↑  Homo naledi – ein neuer Verwandter des modernen Menschen. Auf: mpg.de vom 10. September 2015.
9. 1 2  Crowdsourcing digs up an early human species. Auf: nature.com vom 10. September 2015.
10. ↑  Debra R. Bolter, Marina C. Elliott, John Hawks und Lee R. Berger: Immature remains and the first partial skeleton of a juvenile Homo naledi, a late Middle Pleistocene hominin from South Africa. In: PLoS ONE. Band 15, Nr. 4, 2020, e0230440, doi:10.1371/journal.pone.0230440.
 Puzzling skeleton helps reveal how ancient human relative grew up. Auf: nationalgeographic.com vom 1. April 2020.
11. ↑  Debra R. Bolter und Noel Cameron: Utilizing auxology to understand ontogeny of extinct hominins: A case study on Homo naledi. In: American Journal of Physical Anthropology. Band 173, Nr. 2, 2020, S. 368–380, doi:10.1002/ajpa.24088.
12. ↑  Ralph L. Holloway et al.: Endocast morphology of Homo naledi from the Dinaledi Chamber, South Africa. In: PNAS. Band 115 Nr. 22, 2018, S. 5738–5743, doi:10.1073/pnas.1720842115.
Where hominid brains are concerned, size doesn't matter. Auf: eurekalert.org vom 14. Mai 2018.
13. ↑  Caroline VanSickle et al.: Homo naledi pelvic remains from the Dinaledi Chamber, South Africa. In: Journal of Human Evolution. Band 125, 2018, S. 122–136, doi:10.1016/j.jhevol.2017.10.001.
14. ↑  Tracy L. Kivell et al.: The hand of Homo naledi. In: Nature Communications. Band 6, Artikel-Nr. 8431, 2015, doi:10.1038/ncomms9431.
15. ↑  Samar M. Syeda et al.: Phalangeal cortical bone distribution reveals different dexterous and climbing behaviors in Australopithecus sediba and Homo naledi. In: Science Advances. Band 11, Nr. 20, 2015, doi:10.1126/sciadv.adt1201.
 Greifmuster unserer Vorfahren. Auf: mpg.de vom 14. Mai 2025.
16. ↑  William E. H. Harcourt-Smith et al.: The foot of Homo naledi. In: Nature Communications. Band 6, Artikel-Nr. 8432, 2015, doi:10.1038/ncomms9432.
17. ↑  Christopher S. Walker et al.: Morphology of the Homo naledi femora from Lesedi. In: American Journal of Physical Anthropology. Band 170, Nr. 1, 2019, S. 5–23, doi:10.1002/ajpa.23877.
18. ↑  Homo naledi besaß widerstandsfähige Backenzähne. Auf: mpg.de vom 7. März 2018.
19. ↑  Michael A. Berthaume, Lucas K. Delezene und Kornelius Kupczik: Dental topography and the diet of Homo naledi. In: Journal of Human Evolution. Band 118, 2018, S. 14–26, doi:10.1016/j.jhevol.2018.02.006.
20. ↑  New human species discovered. (Memento vom 12. September 2015 im Internet Archive) Im Original erschienen auf sciencemag.org vom 10. September 2015, doi:10.1126/science.aad1728.
21. ↑  Juliet K. Brophy et al.: Immature Hominin Craniodental Remains From a New Locality in the Rising Star Cave System, South Africa. In: PaleoAnthropology. 20211:1: 1–14, doi:10.48738/2021.iss1.64, Volltext.
22. ↑  Marina C. Elliott et al.: Expanded Explorations of the Dinaledi Subsystem, Rising Star Cave System, South Africa. In: PaleoAnthropology. 20211:1: 15–22, doi:10.48738/2021.iss1.68, Volltext.
23. ↑  Homo naledi infant skull discovery suggests they buried their dead. Auf: newscientist.com vom 4. November 2021.
Erster Kinderschädel des Homo naledi. Auf: scinexx.de vom 5. November 2021.
24. ↑  Did an ancient human relative really bury its dead? Auf: science.org vom 5. August 2024.
Kimberly K. Foecke et al.: No Sedimentological Evidence for Deliberate Burial by Homo naledi. A Case Study Highlighting the Need for Best Practices in Geochemical Studies Within Archaeology and Paleoanthropology. In: PaleoAnthropology. Jahrgang 2025, Nr. 1, 22. Januar 2025, Volltext.
25. ↑  John Francis Thackeray: The possibility of lichen growth on bones of Homo naledi: Were they exposed to light? In: South African Journal of Science. Band 112, Nr. 7/8, 2016, Art. #a0167, 5 pages, doi:10.17159/sajs.2016/a0167, Volltext. (Memento vom 6. September 2016 im Internet Archive)
26. ↑  Homo naledi: New species of ancient human discovered, claim scientists. Auf: theguardian.com vom 10. September 2015.
27. ↑  Chris Stringer: Human evolution: The many mysteries of Homo naledi. In: eLife. 2015; 4:e10627, doi:10.7554/eLife.10627.
28. ↑  New species of extinct human found in cave may rewrite history. Auf: newscientist.com vom 10. September 2015.
29. ↑  Lee R. Berger et al.: Homo naledi and Pleistocene hominin evolution in subequatorial Africa. In: eLife. 2017;6:e24234, doi:10.7554/eLife.24234.
30. ↑  This mysterious human species lived alongside our ancestors, newly dated fossils suggest. Auf: sciencemag.org vom 9. Mai 2017.
31. ↑  Jessica C. Thompson: Human evolution: New opportunities rising. In: eLife. 2017;6:e26775, doi:10.7554/eLife.26775.
32. ↑  Meet ‘Neo’, the most complete skeleton of Homo naledi ever found. Auf: newscientist.com vom 9. Mai 2017.